# Piper beccarii
Piper beccarii är en pepparväxtart som beskrevs av C. Dc.. Piper beccarii ingår i släktet Piper och familjen pepparväxter. Inga underarter finns listade i Catalogue of Life.